# Ugron Zsolna
Ugron Zsolna (Kolozsvár, 1978–) József Attila-díjas erdélyi születésű magyar író, kulturális műsorok vezetője.

## Élete
Az erdélyi ábránfalvi Ugron család sarja. A budapesti Pázmány Péter Katolikus Egyetemen végzett jog- és politikatudományi szakon. A TV2, majd a Magyar Televízió munkatársa, szórakoztató műsorok szerkesztője, felelős szerkesztője, hírműsorok, bel- és külpolitikai műsorok szerkesztő-riportere volt, majd a MOL Magyar Olaj- és Gázipari Nyrt. kommunikációs tanácsadójaként dolgozott.
2010-ben jelent meg első regénye az Ulpius-ház Könyvkiadónál; az Úrilányok Erdélyben, amely hónapokig vezette a magyar sikerlistákat. Történelmi regénysorozatának első kötete, az Erdélyi menyegző 2013-ban jelent meg a Libri Kiadónál. 2014-ben jelent meg az Úrasszonyok trilógia második kötete: A nádor asszonyai. Mindkét regény hetekig vezette az eladási listákat. 2016 őszén jelent meg Hollóasszony című kisregénye Szilágyi Erzsébetről. Gasztronómiai műsora, a Kastély a Kárpátokban a TV Paprika egyik legsikeresebb magyar gyártású műsora lett. Recepteskönyve Hét évszak címmel 2013-ban jelent meg a Boook Kiadónál. Rendszeresen publikál folyóiratokban. A Duna Televízió Nagyok című televíziós portréműsorának szerkesztő-műsorvezetője.
2021-ben jelent meg novelláskötete Nincs egy férfi címmel, amelyet az író saját rajzai illusztrálnak.

## Művei

### Könyvek
- Úrilányok Erdélyben, Ulpius-ház Könyvkiadó, 2010
- Ugron Zsolna–Meskó Zsolt: Szerelemféltők; Ulpius-ház, Bp., 2011
- Hét évszak. Receptek és történetek; Book, Bp., 2013
- Erdélyi menyegző, Libri Kiadó, 2013 Online hozzáférés
- A nádor asszonyai, Libri Kiadó, 2014
- Hollóasszony, Libri Kiadó, 2016
- Van egy; Libri, Bp., 2017
- Úrilányok Erdélyben, 2., jav. kiad.; Libri, Bp., 2016
- Nincs egy férfi - Írások és firkák, Libri Kiadó, 2021

### Tévéműsorok
- Kastély a Kárpátokban – sorozat, TV Paprika, 2010
- A Griff, a Dámvad és a Varjú – dokumentumfilm, Magyar Televízió, 2013
- A Nagyok – portréműsor, Duna Televízió, 2016–
- Az utolsó nagyasszony – dokumentumfilm
- A bereki ember - dokumentumfilm Fekete Istvánról
- A maga természete szerint, és szabadon - dokumentumfilm Szilvássy Carola életéről

## Díjai
- József Attila-díj (2020)
- Táncsics Mihály-díj (2024)[2]